# 兵庫県立香寺高等学校
兵庫県立香寺高等学校（ひょうごけんりつ こうでらこうとうがっこう）は、兵庫県姫路市香寺町土師に所在する公立の高等学校。

## 設置学科
- 総合学科
  - 文理総合系列
  - 情報ビジネス系列
  - 医療看護系列
  - 児童保育系列
  - 芸術文化系列

## 沿革
- 1949年（昭和24年） - 兵庫県立福崎高等学校神南分校として開校。当初は定時制被服科のみ。
- 1965年（昭和40年） - 定時制から全日制に転換。
- 1974年（昭和49年） - 兵庫県立香寺高等学校として独立する。普通科のみ。
- 1977年（昭和52年） - 保育科、被服科各1学級増設。
- 1997年（平成9年） - 総合学科を設置。普通科・保育科・被服科募集停止。

## 部活動
運動部
- 陸上競技
- バレーボール（男・女）
- ソフトテニス（男・女）
- バスケットボール（男・女）
- 卓球
- 野球
- ソフトボール
- サッカー
- ウェイトリフティング
- 弓道(男女共同)
- 柔道
- 剣道
- 硬式テニス

文化部
- 書道
- 茶道
- 美術工芸
  - 2000～2014年、全国高校総合文化祭美術・工芸部門に15年連続で出品
- 食物
- 演劇
- 放送
- 自然科学
- 合唱
  - 2012年、全国高校総合文化祭合唱部門に出場
- 吹奏楽
- ギター・マンドリン
  - 全国高等学校ギター・マンドリン音楽コンクールに21年連続出場
- 華道
- 筝曲
- ビジネスコンピュータ
- ESS
- ボランティア

## 周辺
- 姫路市立中寺小学校
- 恒屋川

## アクセス
- JR播但線 溝口駅から西へ700m
- つつじ号（コミュニティバス） 中寺にて下車
- 兵庫県道410号中寺北条線沿い